# 女大学
『女大学』（おんなだいがく）は、江戸時代中期以降広く普及した女子教訓書。ここでいう「大学」とは、教育機関の大学ではなく、四書五経のひとつである『大学』のことを言う。
貝原益軒が著した『和俗童子訓』巻5の「女子ニ教ユル法」を、享保（1716 - 36年）の教化政策に便乗した当時の本屋が通俗簡略化して出版したものと見られている。現存最古の版は1729年（享保14年）で、その後、挿絵や付録が加えられた多くの異版が出た。
益軒の原文が結婚前の女子教育を17か条に分けて説いたのに対し、本書は字数を3分の1に減らし19か条に分け、まず女子教育の理念、ついで結婚後の実際生活の心得を説く。和歌等の文芸に通じていた妻（東軒）の筆による内助が、成立を速めた。一度嫁しては二夫にまみえぬこと、夫を天（絶対者）として服従すること等々、封建的隷従的道徳が強調される。益軒には敬天思想に基づく人間平等観があり、それが原文の基調となっていたが、『女大学』ではすべて捨象されている。
明治に至り、『女大学』を批判し、近代社会生活における女性のあり方を説くものが、福沢諭吉の『新女大学』（1898年）をはじめとして数種出ている。例として、渋沢栄一は大正期に出版した『論語と算盤』において、明治以前、（『女大学』によって）精神的な教育は施されていたが、知恵や学問、理論といった知識を薦めたり、教えようとしなかったと指摘し、「明治期になり、女性の教育も進歩したが、こうした新しい教育を受けた勢力はわずかでしかなく、社会における女性の実体は『女大学』から出ていないといっても過言ではないといえる」と述べ、まだ女性教育は過渡期の段階であるとして、女性を道具扱いしてはいけない、女性も重んぜられるべきであり、これからは女性教育を活発化させ、人口の半分たる女性も活用すべきと論じる。

## 概説
儒教によって女性の誠を19か条にまとめた。これらを幼少のころからよく教えこむことが肝要で、嫁入り道具を立派にすることより、こうした教育のほうが女性を幸せに導くのである、と説き、冒頭には女性は容姿よりも内容が大切であると記載している。
- 一～三条。　女子教育の在り方。
- 四～一九条。婦人の在り方。
  - (一)　女子は成長して、嫁に入り、夫と親に仕えるのであるから幼少のころから過保護にしてはならない。
  - (二)　容姿よりも心根の善良なことが肝要で、従順で貞節そして情け深くしとやかなのがよい。
  - (三)　女子は日常生活全般なに亘り、男女の別をきちんとしなければならぬ、幼少といえども混浴などもってのほか。
  - (四)　七去の法。（淫乱・嫉妬・不妊・舅に従順でない・家族にうつる病・多弁・盗癖・のある嫁は離縁されるべき）
  - (五)　嫁いだら夫の両親を実の親以上に大切にせよ。
  - (六)　妻は夫を主君として仕えよ。
  - (七)　夫兄弟や親戚を敬愛せよ。
  - (八)　夫に対して嫉妬心を抱くな、感情的にならず冷静に話し合う事。
  - (九)　無駄話はするな。人の悪口、他人の悪評を伝えるな、気をつけないと家族、親類の不和を招く元になる。
  - (一〇)婦人は勤勉でなければならぬ。歌舞伎や、神社仏閣等人の多く集まる場所に行くのは四十歳未満の婦人は好ましくない。
  - (一一)神仏に頼って祈りすぎてもいけない。人事を尽くせ。
  - (一二)万事倹約を旨とせよ。
  - (一三)主婦がまだ若い場合は、みだりに若い男に近づいてはならない。たとえ夫の親戚や下男であっても。
  - (一四)衣服はあまり目立たず、分相応に、清潔を保つこと。
  - (一五)夫方の付き合いを重視せよ。自分の親への勤めを果たすときでも夫の許しを得ることが肝要である。
  - (一六)みだりに他人の家へ出入りするな、普段は使いをやるのがよい。
  - (一七)召使を置く場合でも、任せきりでなく、自分の労苦をいとわずやるのが、婦人のつとめである。
  - (一八)おしゃべりな下女は解雇し、しつけはきちんとし、褒美をやるときは、けちけちしないで与えよ。
  - (一九)主婦の心の持ち方をのべている。従順であれ・怒り恨むことなかれ・人の悪口をいうな・ねたむ・思慮浅くするな。